# Кольвиль-Монгомери
Кольви́ль-Монгомери́ (фр. Colleville-Montgomery) — коммуна во Франции, находится в регионе Нижняя Нормандия. Департамент коммуны — Кальвадос. Входит в состав кантона Уистреам. Округ коммуны — Кан.
Код INSEE коммуны — 14166.

## Население
Население коммуны на 2010 год составляло 2169 человек.
| 1962 | 1968 | 1975 | 1982 | 1990 | 1999 | 2010 |
| ---- | ---- | ---- | ---- | ---- | ---- | ---- |
| 488  | 563  | 780  | 1430 | 1926 | 1925 | 2169 |

## Экономика
В 2010 году среди 1378 человек трудоспособного возраста (15—64 лет) 992 были экономически активными, 386 — неактивными (показатель активности — 72,0 %, в 1999 году было 67,5 %). Из 992 активных жителей работали 913 человек (472 мужчины и 441 женщина), безработных было 79 (43 мужчины и 36 женщин). Среди 386 неактивных 111 человек были учениками или студентами, 191 — пенсионерами, 84 были неактивными по другим причинам.